# Уоринг, Стефани
Сте́фани Уо́ринг (англ. Stephanie Waring; 26 октября 1978, Армстон, Большой Манчестер, Англия, Великобритания) — английская актриса.
Получила известность по роли Синди Каннингем в британском сериале «Холлиокс», в котором снималась с 1996 по 2001 год. После ухода в 2001 году появлялась эпизодически в 2002 и 2004 годах. В 2008 году продюсер сериала Брайан Кирквуд решил вернуть несколько бывших персонажей и в мае 2008 года было объявлено, что Уоринг также вернётся в сериал. Её возвращение состоялось 9 июня 2008 года. Позже она ещё несколько раз покидала съёмки на некоторое время, пока 9 марта 2011 года не вернулась окончательно. За свою роль в этом сериале она получила несколько номинаций Inside Soap Awards в 2009 и 2010 годах.
В 2005 году родила дочь Мию Грэйс. В 2008—2014 года Стефани состояла в фактическом браке с Дэном Хупером. В этих отношениях родила свою вторую дочь — Лекси Грэйс Хупер (род.2010).

## Фильмография
| Название                | Роль            | Год                    |
| ----------------------- | --------------- | ---------------------- |
| Холлиокс                | Синди Каннингем | 1996-2002, 2004, 2008— |
| Brookside: Double Take! | Сэллис PA       | 1999                   |
| Nice Guy Eddie          | Лаура Масмаллен | 2001, 2002             |
| Crash Palace            | Тина Кларк      | 2001                   |
| Doctors                 | Ким Лендор      | 2002                   |
| Holby City              | Меган Хантер    | 2003                   |
| Mersey Beat             | Лиза Соломон    | 2003                   |
| Sweet Medicine          | Джоди           | 2003                   |
| The Royal               | Джорджи Уэллс   | 2005                   |
| Doctors                 | Кэти Шоу        | 2005                   |
| Holby City              | Клер Джеймс     | 2007                   |
| Coronation Street       | Эмма            | 2006-2007              |
| The Royal Today         | Лорна           | 2008                   |
| Hollyoaks Later         | Синди Каннингем | 2009                   |